# HMS Salmon (N65)
Pour les autres navires du même nom, voir HMS Salmon.
Le HMS Salmon (Pennant number: N65) est un sous-marin de la classe S de la Royal Navy britannique. Mis en service en 1935, il sert pendant la Seconde Guerre mondiale et est coulé en 1940.

## Conception et description
La deuxième série de sous-marins de la classe S a été conçue comme une version légèrement améliorée et élargie des premiers bateaux de la classe et était destinée à être exploitée en mer du Nord et en mer Baltique. Les sous-marins avaient une longueur totale de 63,6 m, une largeur de 7,3 m et un tirant d'eau moyen de 3,6 m. Ils déplaçaient 780 t en surface et 975 t en immersion. Les sous-marins de classe S avaient un équipage de 40 officiers et matelots. Ils avaient une profondeur de plongée de 91,4 m.
Pour la navigation en surface, les sous-marins étaient propulsés par deux moteurs Diesel de 775 chevaux (578 kW), chacun entraînant un arbre d'hélice. En immersion, chaque hélice était entraînée par un moteur électrique de 650 chevaux-vapeur (485 kW). Ils pouvaient atteindre 13,75 nœuds (25,47 km/h) en surface et 10 nœuds (19 km/h) sous l'eau. En surface, les sous-marins du deuxième groupe avaient une autonomie de 6 000 milles nautiques (11 000 km) à 10 nœuds (19 km/h) et de 64 milles nautiques (119 km) à 2 nœuds (3,7 km/h) en immersion.
Les sous-marins de classe S étaient armés de six tubes lance-torpilles de 21 pouces (533 mm) à l'avant. Ils transportaient six torpilles de rechargement pour un total d'une douzaine de torpilles. Ils étaient également armés d'un canon de pont de 3 pouces (76 mm).

## Historique
Commandé le 20 janvier 1933 dans le cadre du programme de construction de 1932, le HMS Salmon est posé le 15 juin 1933 dans le chantier naval de Cammell Laird à Birkenhead. Il est lancé le 30 avril 1934. Le sous-marin est mis en service le 8 mars 1935 et a reçu le numéro de fanion (Pennant number) 98S.
Le 4 décembre 1939, lors d'une patrouille dans la mer du Nord, il torpille et coule l'U-36 qui devait se rendre à la Base Nord en Union soviétique.
Le 12 décembre 1939, le Salmon aperçoit le paquebot allemand SS Bremen. En se rapprochant, il est détecté par un hydravion Dornier Do 18 qui le force à plonger. Après avoir plongé, le commandant du Salmon, le capitaine de corvette E.O. Bickford décide de ne pas le torpiller, constatant qu'il s'agit d'un navire non armé transportant des passagers. La décision de Bickford retarda probablement le début de la guerre sous-marine à outrance que mèneront notamment les U-boots allemands.
Le 13 décembre 1939, le sous-marin aperçoit une flotte de navires de guerre allemands. Il tire plusieurs torpilles et touche les croiseurs Leipzig et son sister-ship Nürnberg. Il est chassé pendant deux heures par les destroyers allemands, sans succès. 
Il a probablement été coulé par une mine le 9 juillet 1940.
Un rapport de 2008 déclare la découverte des épaves du Salmon et du Shark dans les eaux au large de la Norvège.

## Commandants
- Lieutenant (Lt.) Edward Oscar Bickford, (RN) du 6 août 1938 au 16 juillet 1940.

Notes: RN: Royal Navy